# Décès en 1905
Décès
- 1901
- 1902
- 1903
- 1904
- 1905
- 1906
- 1907
- 1908
- 1909

Cette page dresse une liste de personnalités mortes au cours de l'année 1905.
Pour une information complémentaire, voir la page d'aide.
La liste des décès est présentée dans l'ordre chronologique.
La liste des personnes référencées dans Wikipédia est disponible dans la page de la Catégorie:Décès en 1905

## Janvier
- 1er janvier : Benoît Langénieux, cardinal français, archevêque de Reims (° 15 octobre 1824).
- 6 janvier : Charles-Henri Michel, peintre, dessinateur et pastelliste français (° 14 janvier 1817).
- 8 janvier : Ferdinand Levillain, sculpteur, orfèvre et médailleur français  (° 29 juillet 1837).
- 9 janvier : Louise Michel, institutrice, militante anarchiste et franc-maçonne française, aux idées féministes (° 29 mai 1830).
- 20 janvier :
  - Jean Bilaut, avocat et homme politique belge (° 5 août 1827).
  - Gyula Szapáry, homme d'État hongrois (° 1er novembre 1832).
- 24 janvier : Eugène Le Roux, peintre de genre et de paysage français (° 28 septembre 1833).
- 28 janvier : Cordelia A. Greene, suffragette et médecin américaine (° 5 juillet 1831).
- 30 janvier : Hermann David Salomon Corrodi, peintre italien (° 23 juillet 1844).
- 31 janvier : François Willème, peintre, photographe et sculpteur français (° 27 mai 1830).

## Février
- 1er février : Oswald Achenbach, peintre allemand  (° 2 février 1827).
- 2 février : Henri Germain, banquier, fondateur du Crédit lyonnais (° 19 février 1824).
- 4 février : Louis-Ernest Barrias, sculpteur français (° 13 avril 1841).
- 9 février : Adolph von Menzel, peintre allemand (° 8 décembre 1815).
- 10 février : Constant Claes, peintre belge (° 4 avril 1826).
- 13 février : Constantine Savitski, peintre et professeur des beaux-arts russe (° 6 juin 1844).
- 15 février : Lewis Wallace, avocat, général de l'Armée de l'Union lors de la Guerre de Sécession, puis gouverneur du Nouveau-Mexique (° 10 avril 1827).
- 23 février : Viktor Weisshaupt, peintre allemand (° 6 mars 1848).

## Mars
- 4 mars : Eugène Plasky, peintre belge (° 22 juillet 1851).
- 6 mars :
  - Pierre Théoma Boisrond-Canal, homme politique haïtien (° 12 juin 1832).
  - Auguste Lambermont, homme politique belge (° 25 mars 1819).
- 9 mars : Flavien-Louis Peslin, peintre français (° 1er janvier 1847).
- 20 mars : Antonin Proust, homme politique français (° 10 mars 1832).
- 24 mars : Jules Verne, écrivain français (° 8 février 1828).
- 25 mars : Maurice Barrymore, acteur britannique naturalisé américain (° 21 septembre 1849).

## Avril
- 4 avril : Constantin Meunier, peintre et sculpteur belge (° 12 avril 1831).
- 6 avril : Henry Benedict Medlicott, géologue britannique (° 3 août 1829).
- 18 avril : Enoch Sontonga, enseignant et compositeur sud-africain (° vers 1873).

## Mai
- 9 mai : Charles Devillié, peintre français (° 10 mars 1850).
- 13 mai : Armand-Auguste Balouzet, peintre paysagiste français (° 18 février 1858).
- 21 mai : Franz Strauss, corniste et compositeur allemand (° 26 février 1822).
- 23 mai : Paul Dubois, sculpteur et peintre français (° 18 juillet 1829).
- 26 mai : Alphonse de Rothschild, régent de la Banque de France (° 1er février 1827).
- 29 mai : William McDougall, avocat et homme politique canadien (° 25 janvier 1822).
- 30 mai : Charles Crauk, peintre français (° 27 janvier 1819).
- 31 mai : Domenico Marchiori, peintre italien (° 1828).

## Juin
- 6 juin :
  - Léon Jouret, musicologue et compositeur belge (° 17 octobre 1828).
  - Léon-Jules Lemaître, peintre français de l'École de Rouen (° 14 octobre 1850).
- 15 juin : Carl Wernicke, médecin polonais (° 15 mai 1848).
- 18 juin : Carmine Crocco, brigand italien (° 5 juin 1830).
- 23 juin : William Thomas Blanford, géologue et naturaliste britannique (° 7 octobre 1832).
- 3 juillet : Anne Deane, nationaliste, femme d'affaires et philanthrope irlandaise (° 1834).

## Juillet
- 27 juillet : Louis Antoine Capdevielle, peintre français (° 9 mai 1849).
- 29 juillet : Onésime Cresté, prêtre catholique, éducateur, lettré et musicien français (° 11 février 1853).

## Août
- 1er août : Jean-Baptiste Dorval, peintre français (° 15 avril 1839).
- 5 août : Georges Montbard, caricaturiste, dessinateur, peintre et aquafortiste français (° 2 août 1841).
- 17 août : César Mascarelli, peintre paysagiste (° 1845).
- 19 août : William-Adolphe Bouguereau, peintre français (° 30 novembre 1825).
- 29 août : Jean-Marie Déguignet, écrivain français (° 19 juillet 1834).

## Septembre
- 5 septembre : Miguel Cané, journaliste, écrivain, avocat, diplomate, homme politique et haut fonctionnaire argentin (° 27 janvier 1851).
- 6 septembre : Léon Garnier, compositeur et parolier français (° 1856).
- 14 septembre :
  - Odoardo Borrani, peintre italien (° 22 août 1833).
  - Pierre Savorgnan de Brazza, explorateur français (° 26 janvier 1852).
- 15 septembre : Tamatoa VI, dernier Roi polynésien de Ra'iatea et Tahaa (° 1853).
- 28 septembre : Lazzaro De Maestri, peintre italien (° 15 mars 1840).

## Octobre
- 3 octobre : José-Maria de Heredia, poète, écrivain et traducteur d'origine cubaine, né sujet espagnol puis naturalisé français  (° 22 novembre 1842).
- 4 octobre : Pier Celestino Gilardi, peintre et sculpteur italien (° 16 septembre 1837).
- 6 octobre : Ferdinand von Richthofen, géographe et géologue allemand (° 5 mai 1833).
- 10 octobre : Pierre Miciol, graveur et peintre français (° 19 décembre 1833).
- 13 octobre : Henry Irving, acteur de théâtre anglais († 6 février 1838).
- 23 octobre : Émile Oustalet, zoologiste français (° 24 août 1844).
- 26 octobre : Charles Poingdestre, peintre paysagiste jersiais (° 1825).
- 28 octobre : Alphonse Allais, écrivain et humoriste français (° 20 octobre 1854).
- 30 octobre : Jules Danbé, violoniste, chef d'orchestre et compositeur français (° 15 novembre 1840).

## Novembre
- 1er novembre : Isidore Verheyden, peintre belge (° 24 janvier 1846).
- 15 novembre :  Antonio Moscheni, frère jésuite, missionnaire et peintre religieux italien (° 17 janvier 1854).

## Décembre
- 8 décembre : Chen Tianhua, révolutionnaire et homme politique chinois (° 1875).
- 15 décembre : Pierre Méjanel, peintre et illustrateur français (° 11 mars 1837).
- 17 décembre : Henry Foley, 5e baron Foley, pair britannique (° 4 décembre 1850).
- 22 décembre : Lev Lagorio, peintre de marines russe (° 29 novembre 1827).

- Date précise inconnue :
  - Alfredo Tartarini, peintre italien (° 1845).